# ستبل (بيدفوردشير)
ستبل (بالإنجليزية: Staploe)‏ هي قرية و أبرشية مدنية تقع في المملكة المتحدة في إنجلترا.